# 夏色高校★青春白書
《夏色高校★青春白書》，全稱《夏色高校★青春白書～轉校初天我與青梅竹馬再遇卻被逼為報道部狂拍少年日子因不停勁爆報道而知名卻不知為何記憶卡全是內褲走光照於是我開始思考在夏之島學園生活及赤祼的戀愛方向。～》，是開放世界類型遊戲，由Tamsoft開發，D3 Publisher發行。2015年6月4日，於PlayStation 3和PlayStation 4平台發售，遊戲定位為「開放世界高中戀愛冒險」。

## 玩法
玩家將扮演在「夢之島高中」就讀的男生，其高中在虛構島嶼夢之島上。玩家要完成島上其他人給予的任務，拍攝女學生的內褲照片給校內的報導部。玩家若被其他人發現，他們會將告訴警察或老師，最終會被關押或輔導室進行輔導。

## 消息
遊戲最早於2014年11月20日在《Fami通》發佈消息，稱遊戲將於PlayStation 3與PlayStation 4平台發售。約一星期後，D3 Publisher公佈遊戲大綱與四位女主角信息。2014年12月4日出版的《Fami通》公佈三位新女性角色。2014年12月10日，D3 Publisher在YouTube發佈第一部作品預告片，以及由三上枝織與洲崎綾演唱的歌曲。2015年2月，遊戲公佈發售日期，並公佈十三名新角色以及配音員等情報。2015年5月15日發佈長達8分鐘的新預告片。而製作人岡島信幸表示，遊戲的靈感來源於角色扮演以及開放世界類型的上古卷轴V：天际。

## 音樂
遊戲的片頭曲是，片尾曲為，兩首歌曲都是三上枝織與洲崎綾演唱，並於2015年6月4日發售CD。

## 評价與發售
日本遊戲雜誌《Fami通》以40分滿分，《夏色高校★青春白書》其取得了30分。
PlayStation 4與PlayStation 3版在遊戲發售首週內，於日本的銷售榜分別排名第三（13,868）以及第十（6,772）。而遊戲發售首週，PlayStation 4版於日本PlayStation Network中的下載量為首位，PlayStation 3版於首週下載量為第四。

## 來源與註釋

### 來源
1. ↑  
. Gematsu.com. 2014年11月19日  [2017年3月12日]. （原始内容存档于2014年11月22日） （英语）.
2. ↑  . Fami通. 2014年11月20日  [2017年3月12日]. （原始内容存档于2014年11月20日） （日语）.
3. ↑  
. Gematsu.com. 2014年11月17日  [2017年3月12日]. （原始内容存档于2014年11月21日） （英语）.
4. ↑  
. Gematsu.com. 2014年11月28日  [2017年3月12日]. （原始内容存档于2014年11月29日） （英语）.
5. ↑  
. Gematsu.com. 2014年12月4日  [2017年3月12日]. （原始内容存档于2014年12月6日） （英语）.
6. ↑  
. Gematsu.com. 2014年12月11日  [2017年3月12日]. （原始内容存档于2014年12月13日） （英语）.
7. ↑  
. Gematsu.com. 2015年2月3日  [2017年3月12日]. （原始内容存档于2015年2月4日） （英语）.
8. ↑  
. Gematsu.com. 2015年5月15日  [2017年3月12日]. （原始内容存档于2015年5月18日） （英语）.
9. ↑  
. インサイド. 2015年1月2日  [2017年3月12日]. （原始内容存档于2016年7月3日） （日语）.
10. ↑  
. 4Gamer.net. Aetas Inc. 2015年6月1日  [2017年3月12日]. （原始内容存档于2015年6月3日） （日语）.
11. 1 2  
. Gematsu.com. 2015年5月26日  [2017年3月12日]. （原始内容存档于2015年5月26日） （英语）.
12. ↑  
. Gematsu.com. 2015年6月10日  [2017年3月12日]. （原始内容存档于2015年6月10日） （英语）.
13. ↑  
. インサイド. 2015年6月11日  [2017年3月12日]. （原始内容存档于2015年6月14日） （日语）.
14. ↑  
. インサイド. 2015年6月10日  [2017年3月12日]. （原始内容存档于2015年6月11日） （日语）.

## 外部連結
- 《夏色高校★青春白書》官方網站 （日語）